# Atylotus virgo
Atylotus virgo är en tvåvingeart som först beskrevs av Christian Rudolph Wilhelm Wiedemann 1824.  Atylotus virgo ingår i släktet Atylotus och familjen bromsar. Inga underarter finns listade i Catalogue of Life.